# Franco Casella
Franco Casella (f. España, 6 de agosto de 2025) fue un político venezolano. 

## Biografía
En las elecciones parlamentarias de Venezuela de 2015, fue electo como diputado por el partido Vente Venezuela a la Asamblea Nacional, donde fue integrante de la Subcomisión de Derechos Humanos.
El 14 de mayo de 2019 se refugió en la embajada de México en Caracas después de ser acusado por la Asamblea Nacional Constituyente de 2017 de estar vinculado con el levantamiento contra Nicolás Maduro el 30 de abril. Casella estuvo en la embajada por cuatro meses hasta el 20 de septiembre, cuando se exilió a España. El 2 de marzo de 2021 fue inhabilitado políticamente durante quince años por el contralor general Elvis Amoroso.
Casella falleció en España el 6 de agosto de 2025 después de sufrir dos infartos.